# Estantat

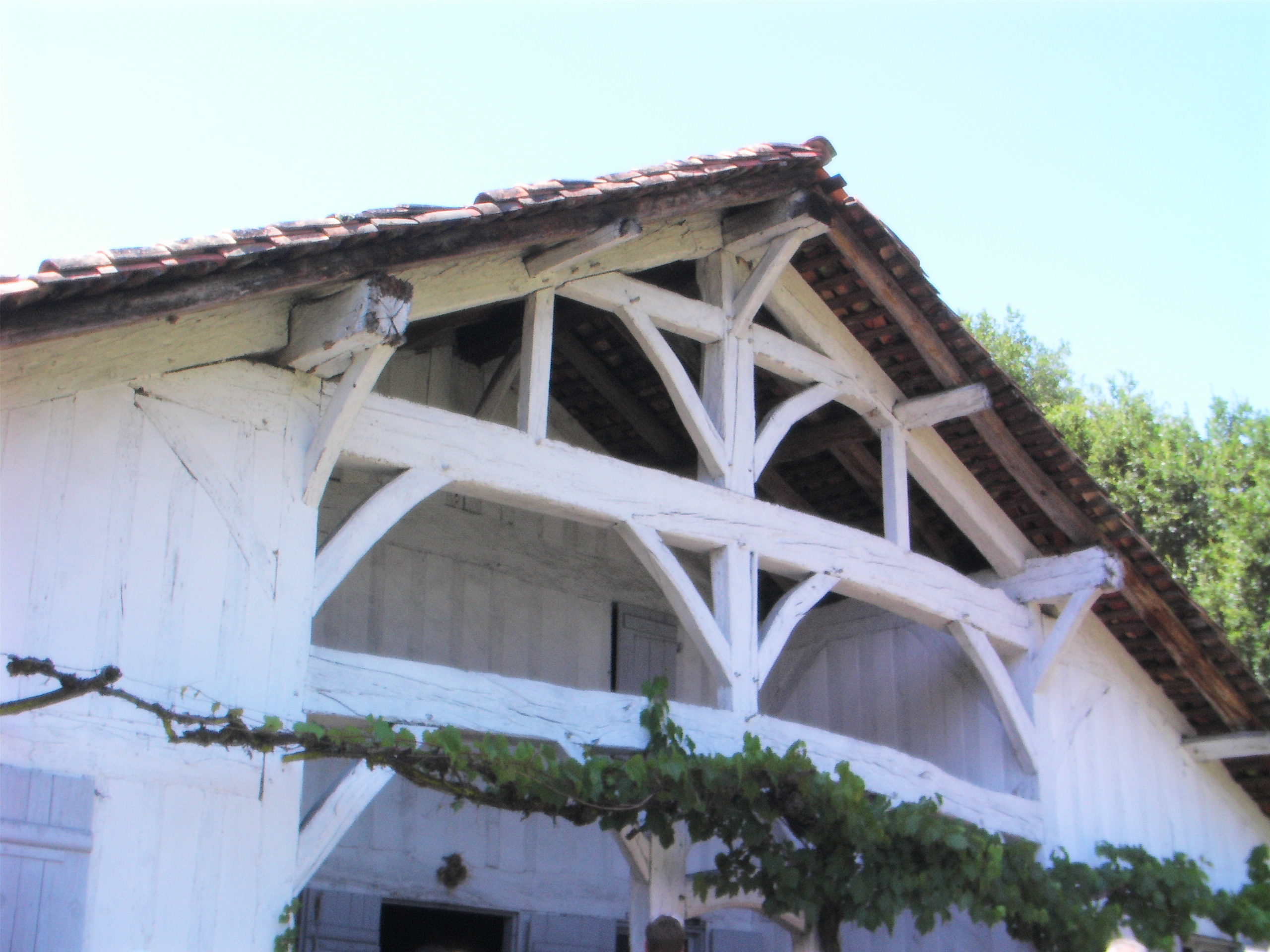
Estantat et treille de la maison de maître à Marquèze

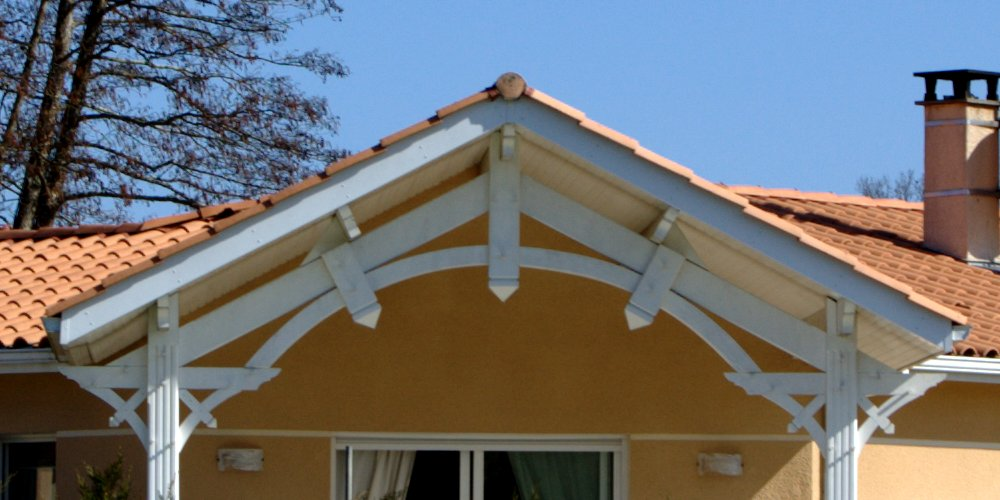
Adaptation de l'estantat à une construction moderne.

L'estantat (du gascon estantat, estantada) est le nom donné dans les Landes de Gascogne à la pièce de charpente constituant le chevronnage apparent, particulièrement décoratif, des maisons landaises ou des villas du littoral gascon. Par assimilation, ce terme s'emploie pour désigner l'auvent (emban) des maisons landaises.

## Présentation

### Étymologie
Le mot estantat, estantada indique que cette structure est supportée par les poteaux (estants en gascon) qui encadrent et supportent l'auvent.

### Descriptif
Les maisons à auvent se situaient principalement en Haute Lande, en Albret landais et en Armagnac.
On prenait soin dans ces régions de bien « amijornar » la bâtisse, c’est-à-dire de bien l’orienter vers le midi (mijorn en gascon) ou du moins vers le soleil levant (só-levant ou capsus). Il pouvait ainsi être agréable de paresser, de bavarder (batalar, pleitejar), de recevoir les visiteurs, de faire de menus travaux. De là vient l’expression gasconne « har estandada », qui peut se traduire par rester sous l’auvent, afin de discuter en famille, entre voisins ou contempler le crépuscule en prenant le frais les soirs d'été.
Signe de prospérité, il était l’apanage des maisons de maître. Lorsque ces derniers, enrichis grâce à l’exploitation forestière, quittèrent l’airial au XIXe siècle pour des maisons plus cossues des bourgs, ces maisons passèrent à leurs anciens métayers.